# Barógrafo

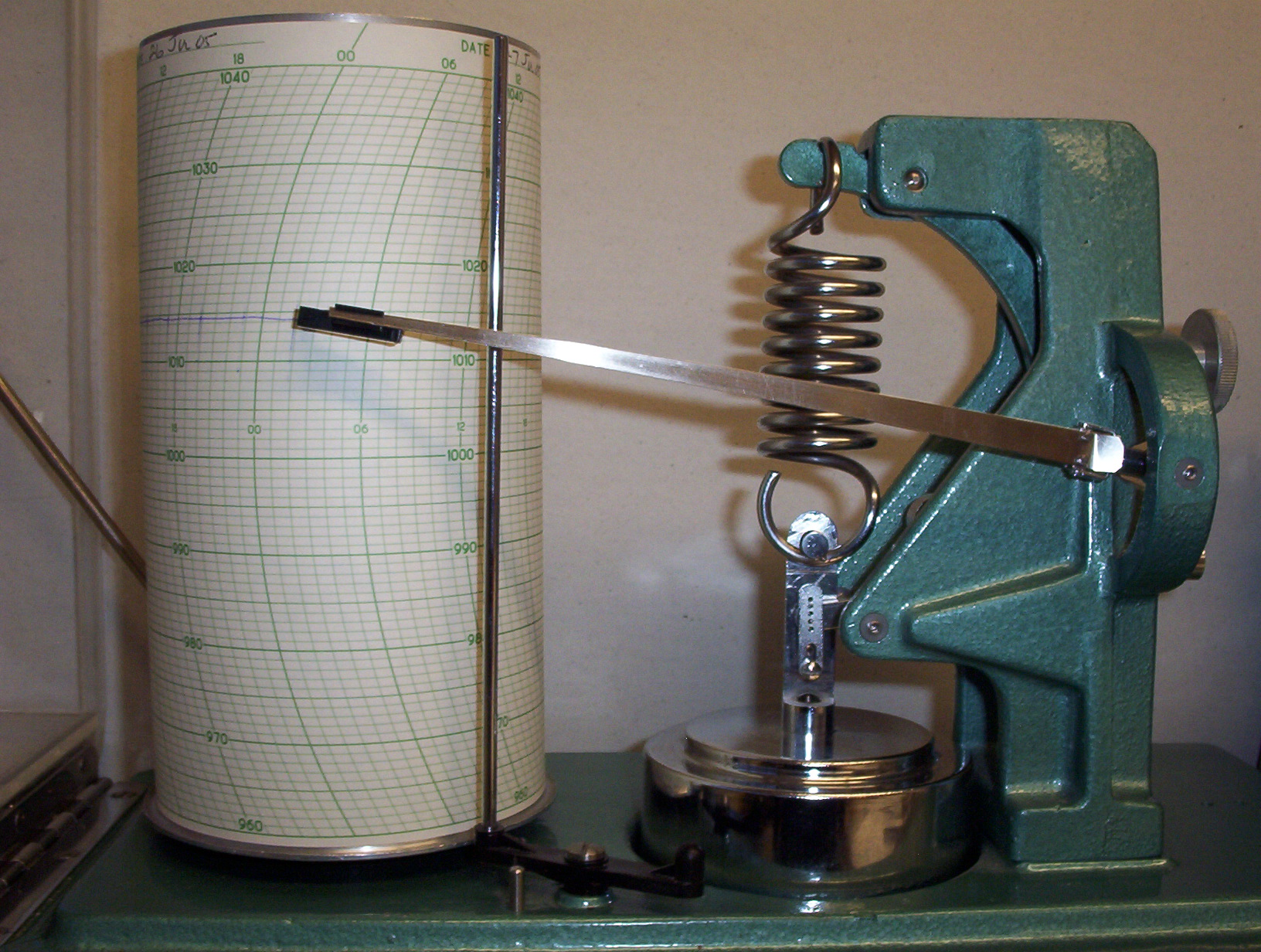
Exemplo de um barógrafo

Rastreio típico de um barógrafo. Esse traço em particular mostra como a pressão varia durante uma tempestade severa.

Barógrafo, de forma geral, é um instrumento para medir e registar as variações barométricas.
Corretamente, é o instrumento que mede a pressão atmosférica e a registra continuamente, podendo ser utilizado em estações meteorológicas automatizadas.
A medida pode se dar em milímetros de mercurio (mm Hg) ou em milibares (mb). No Sistema Internacional de Unidades, a unidade de pressão é o hectopascal (hPa). 1 hPa = 1 mb.
O elemento sensível é constituído por uma série de cápsulas aneróides superpostas. Essas cápsulas, são câmaras metálicas de parede flexível, que sofrem deformação conforme a variação da pressão, sendo ampliado por um sistema de alavancas e registrado através do barograma fixado no mecanismo de relojoaria.